# Wiktor Pyrkosz
Wiktor Jan Pyrkosz (ur. 9 października 1941 w Łodzi) – członek Biura Politycznego KC PZPR, inżynier włókiennik, naczelny dyrektor Zakładów Tekstylno–Konfekcyjnych „Teofilów” w Łodzi (1982–2009).

## Życiorys
Jest synem Jana i Marianny Pyrkosz. Został członkiem PZPR w 1967. Od 1970 pracował w przemyśle włókienniczym, początkowo jako m.in. zastępca kierownika Zakładów Przemysłu Dziewiarskiego „Wola” w Zduńskiej Woli, a w latach 1977–1980 zastępca dyrektora Zakładów Przemysłu Dziewiarskiego „Delta” w Łodzi. Od kwietnia 1980 do stycznia 1982 był zastępcą dyrektora, a od stycznia 1982 do stycznia 2009 naczelnym dyrektorem Zakładów Tekstylno–Konfekcyjnych „Teofilów” w Łodzi. W 1980 ukończył Wieczorowy Uniwersytet Marksizmu-Leninizmu. W 1986 był członkiem Egzekutywy Komitetu Łódzkiego Polskiej Zjednoczonej Partii Robotniczej (PZPR). W latach 1988–1990 był członkiem Biura Politycznego KC PZPR. W 1989 nieskutecznie ubiegał się o elekcję w wyborach do Sejmu w okręgu okręg wyborczym nr 61, przegrywając z Markiem Bartosikiem. W latach 1993–2006 był członkiem zarządu Klubu 500 Łódź. Działał w Konfederacji Pracodawców Polskich.

## Wyniki wyborcze
| Komitet wyborczy | Komitet wyborczy                     | Organ                                             | Okręg | Wynik           |
| ---------------- | ------------------------------------ | ------------------------------------------------- | ----- | --------------- |
|                  | Polska Zjednoczona Partia Robotnicza | Sejm Polskiej Rzeczypospolitej Ludowej X kadencji | 61    | 22 301 (22,78%) |

## Odznaczenia
- Odznaka „Za zasługi dla Miasta Łodzi” (2001)[9]
- Krzyż Oficerski Orderu Odrodzenia Polski (2001) za wybitne zasługi dla rozwoju gospodarki, za działalność w Konfederacji Pracodawców Polskich[10][7][8]